# Довгораківський заказник
Довгораківський — ботанічний заказник місцевого значення в Україні, об'єкт природно-заповідного фонду Полтавської області.
Розташований у Кременчуцькому районі Полтавської області на південній околиці села Кам'яні Потоки.
Площа заказника — 278 га. Створений відповідно до Рішення Полтавської обласної ради від 27.10.1994 р. Перебуває у віданні ДП «Кременчуцький лісгосп».

## Галерея

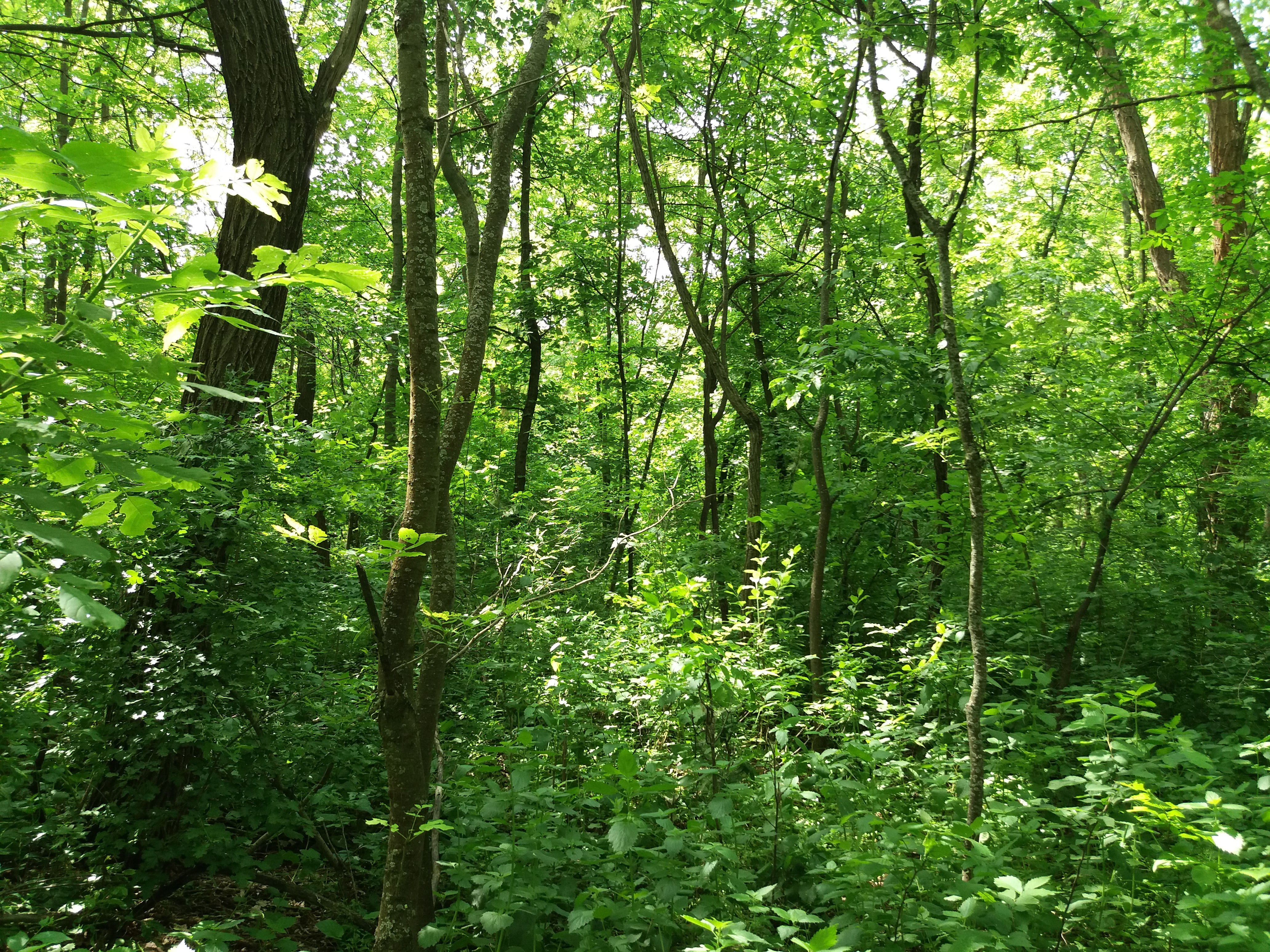
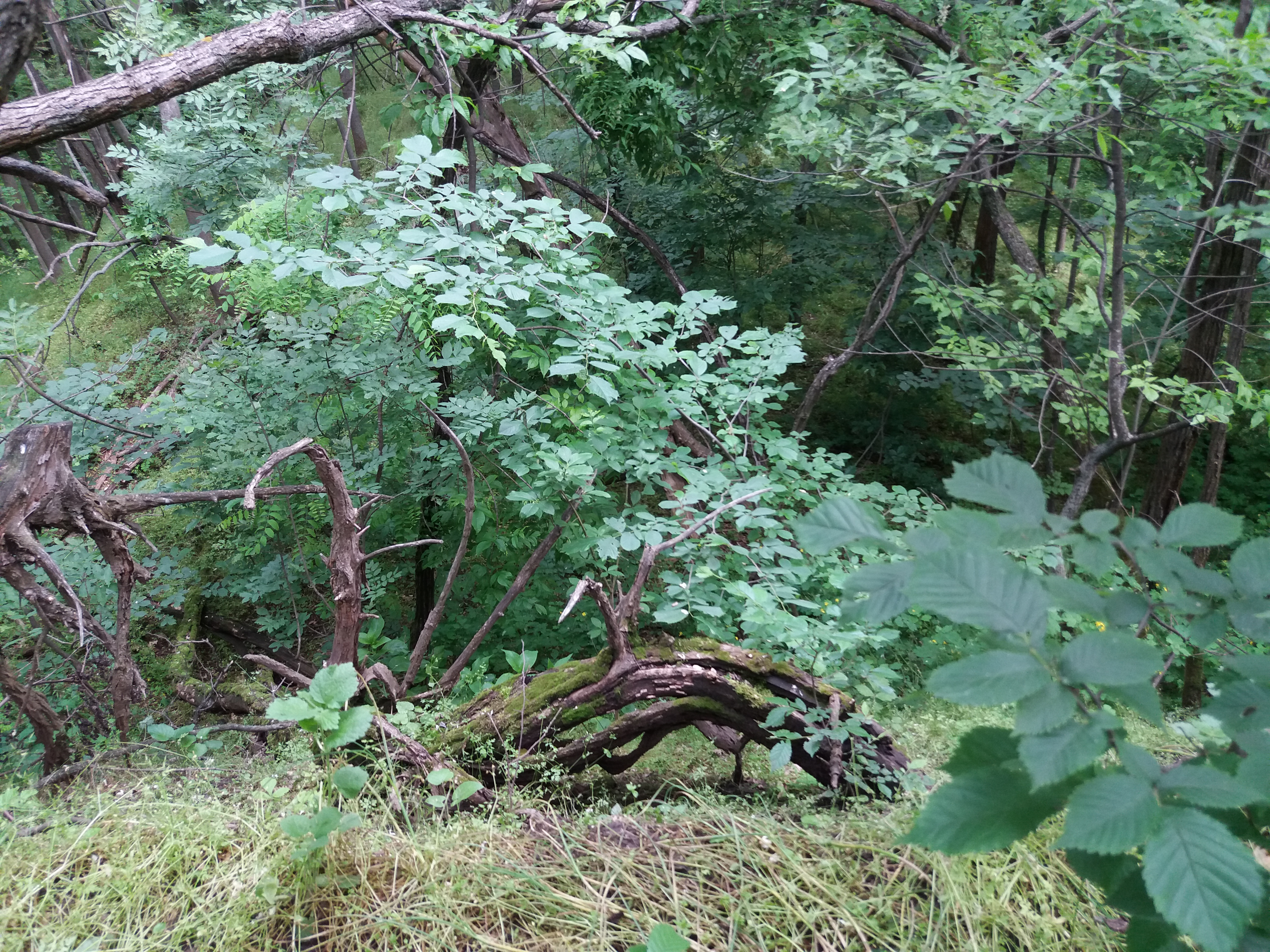
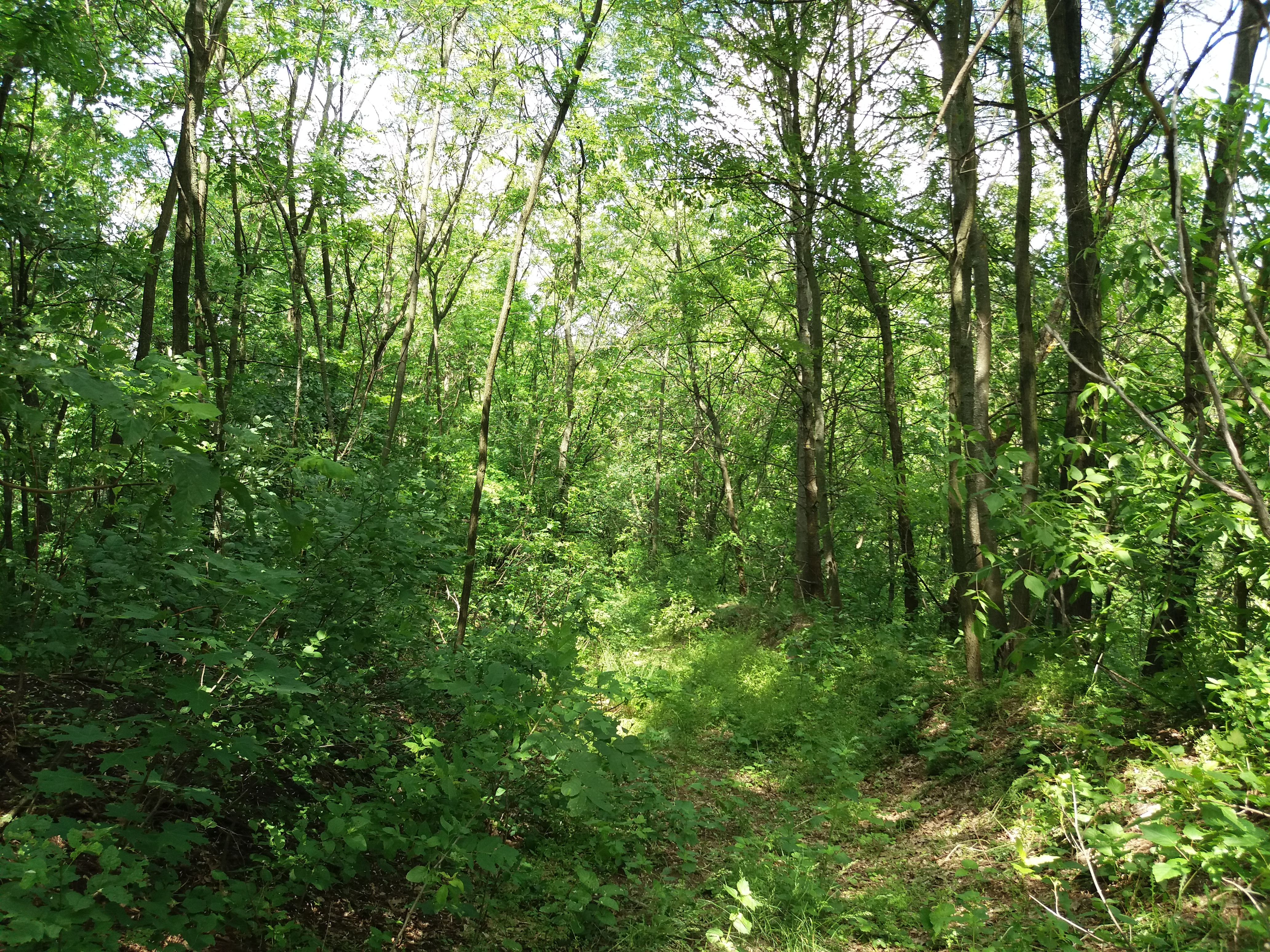
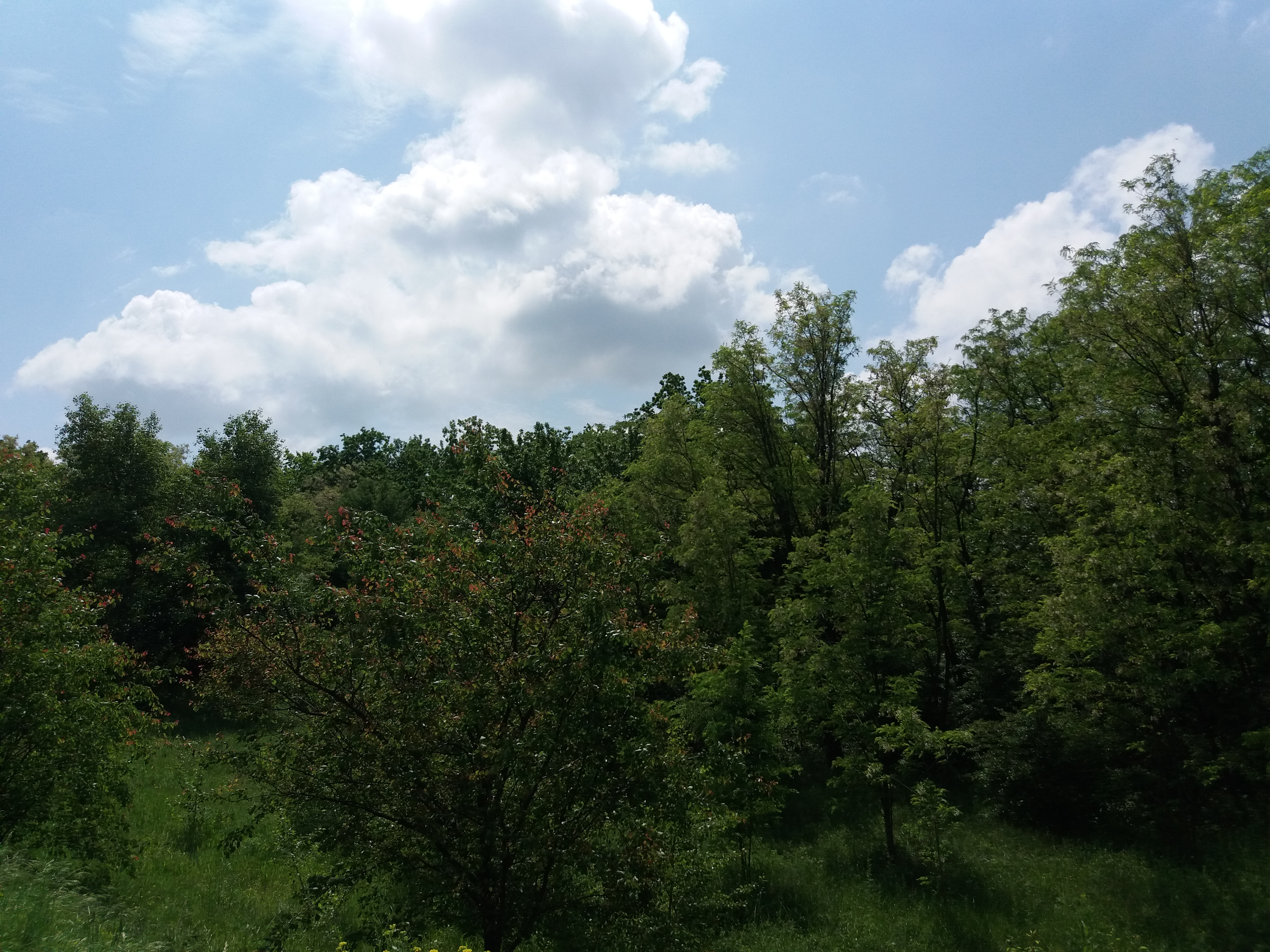